# Vanadium(V)-oxidtrifluorid
Vanadium(V)-oxidtrifluorid ist eine anorganische chemische Verbindung des Vanadiums aus der Gruppe der Oxidfluoride.

## Gewinnung und Darstellung
Vanadium(V)-oxidtrifluorid kann durch Reaktion von Vanadium(III)-fluorid mit Sauerstoff gewonnen werden.
{\displaystyle \mathrm {2\ VF_{3}+O_{2}\longrightarrow 2\ VOF_{3}} }
Es entsteht auch bei Hydrolyse von Vanadium(V)-fluorid.
{\displaystyle \mathrm {VF_{5}+H_{2}O\longrightarrow VOF_{3}+2\ HF} }

## Eigenschaften
Vanadium(V)-oxidtrifluorid ist ein hellgelber feuchtigkeitsempfindlicher Feststoff. Er hat eine orthorhombische Kristallstruktur mit der Raumgruppe Pnma (Raumgruppen-Nr. 62). Mit Wasser hydrolysiert es zu Vanadium(V)-oxid-hydrat.
{\displaystyle \mathrm {2\ VOF_{3}+3\ H_{2}O\longrightarrow V_{2}O_{5}\cdot H_{2}O+6\ HF} }

## Verwendung
Vanadium(V)-oxidtrifluorid wird in der organischen Synthese zur oxidativen Kupplung von Phenolringen, zum Beispiel zur Herstellung von Vancomycin verwendet.